# Cantonul Lessay
Cantonul Lessay este un canton din arondismentul Coutances, departamentul Manche, regiunea Basse-Normandie, Franța.

## Comune
- Angoville-sur-Ay
- Anneville-sur-Mer
- Bretteville-sur-Ay
- Créances
- La Feuillie
- Geffosses
- Laulne
- Lessay (reședință)
- Millières
- Pirou
- Saint-Germain-sur-Ay
- Saint-Patrice-de-Claids
- Vesly (parțial)